# Ариамир
Ариамир — король свевов в Галисии (теперь западная Испания и северная Португалия) в приблизительно 558/559 — 561/566 годах.

## Биография
Известен только по деяниям Первого Брагского собора, состоявшегося 1 мая 561 года в Браге. Известно, что собор состоялся на третьем году правления Ариамира, из чего следует, что вступить на престол он должен был не ранее мая 558 года и не позднее апреля 559 года.
Ни Исидор Севильский, ни Иоанн Бикларийский не упоминают этого короля. Зато Исидор Севильский утверждает, что свевы приняли ортодоксальное вероисповедание при короле Теодемире. На основании этого некоторые историки отождествляют Ариамира и Теодемира. Это же отождествление подкрепляют и ссылкой на фонетическую близость имён Ариамир и Теодемир. Однако данная гипотеза не поддерживается большинством ученых, которые различают этих двух королей, считая, что при Ариамире был проведён Первый Брагский собор, на котором было принято решение о переходе народа свевов из арианства в никейское христианство, а при Теодемире это обращение было завершено.
Причины заставившие свевов перейти из арианства в ортодоксальное христианство на основе Никейского Символа веры не известны. Прав ли Григорий Турский связывающий это обращение с чудесным исцелением сына короля Харариха, с которым часто отождествляют Ариамира, также точно не установлено. Однако незадолго до 560 года или около него случилось нечто такое, что заставило правителей-свевов пересмотреть своё отношение к ортодоксально-никейской церкви. Ибо когда Лукреций, митрополит Браги, обратился к Первому совету Браги в календы мая (то есть 1 мая) 561 года, он ясно сказал о том, что синоды ортодоксально-никейской церкви в Галисии были запрещены королями, и лишь недавно запрет был снят.
Не установлено также и точное количество лет правления Ариамира, однако Иоанн Бикларийский, начавший писать свою хронику с 567 года, подразумевал, что в этом году уже правил король Теодемир. На основании этого можно заключить, что Ариамир умер на отрезке времени от мая 561 года до 566 года.